# Seazzadactylus
Seazzadactylus és un gènere extint de pterosaure basal el qual va viure durant el final del Triàsic a l'àrea de l'actual Itàlia.

## Descobriment
El 1997, el paleontòleg aficionat Umberto Venier va descobrir l'esquelet d'un pterosaure en un penyal que jeia en una llera de la riera Seazza, just abans que aquest s'uneixi al riu Tagliamento, prop de Preone, a les Dolomites. Venier va portar la troballa al Museo Friulano di Storia Naturale, a Udine. Després d'una preparació parcial del fòssil, el paleontòleg Fabio Marc Dalla Vecchia va anunciar el descobriment en la literatura científica en l'any 2000. El 2003, Dalla Vecchia va referir l'espècimen com a Eudimorphodon. No obstant això, la preparació addicional del fòssil el 2009 el va portar a concloure que era una espècie nova per a la ciència, que no era idèntica ni a Eudimorphodon ni a Carniadactylus.
En 2019, Dalla Vecchia nomenar i descriure a l'espècie tipus Seazzadactylus Venieri. El nom d'aquest gènere combina la referència a Seazza amb el terme grec daktylos, «dit». El nom de l'espècie honra Venier com a descobridor del fòssil.
L'espècimen holotip, MFSN 21545, va ser trobat en una capa de la Formació Dolomia di Forni la qual data de mitjans a finals de l'època del Norià. Consisteix d'un esquelet parcial amb crani i mandíbules. L'esquelet no està articulat però els ossos estan properament associats. No té cua i molts dels ossos dels peus. Representa a un individu subadult, no desenvolupat del tot.

## Descripció
Dalla Vecchia va establir una sèrie de trets apomòrfics. En la premaxil·la, les dents estan limitats a la meitat frontal d'aquest os. L'os jugal té una rama frontal alta, estrenyent-se al front i cap avall, cap a una punta esmolada en forma d'agulla. El cos principal de l'os jugal està perforat al mig per un foramen gran. La rama frontal de l'os pterigoïdeu fa un angle recte a la cara exterior. L'os ectopterigoïdeu es posiciona per darrere del pterigoïdeu i té un costat extern de la rama recorbada en direcció al jugal així, com una rama posterior. Les dents al maxil·lar posseeixen múltiples cúspides, de vegades tantes com sis o set, mentre que les dents en erupció amb tres cúspides estan absents. El primer, segon i tercer dents maxil·lars estan recorbats, amb una curvatura que disminueix gradualment al llarg de la sèrie dental. L'escàpula té forma de ventall expandit cap a la part posterior. L'os pteroide és petit i prim, amb una forma semblant a la d'un signe d'exclamació.

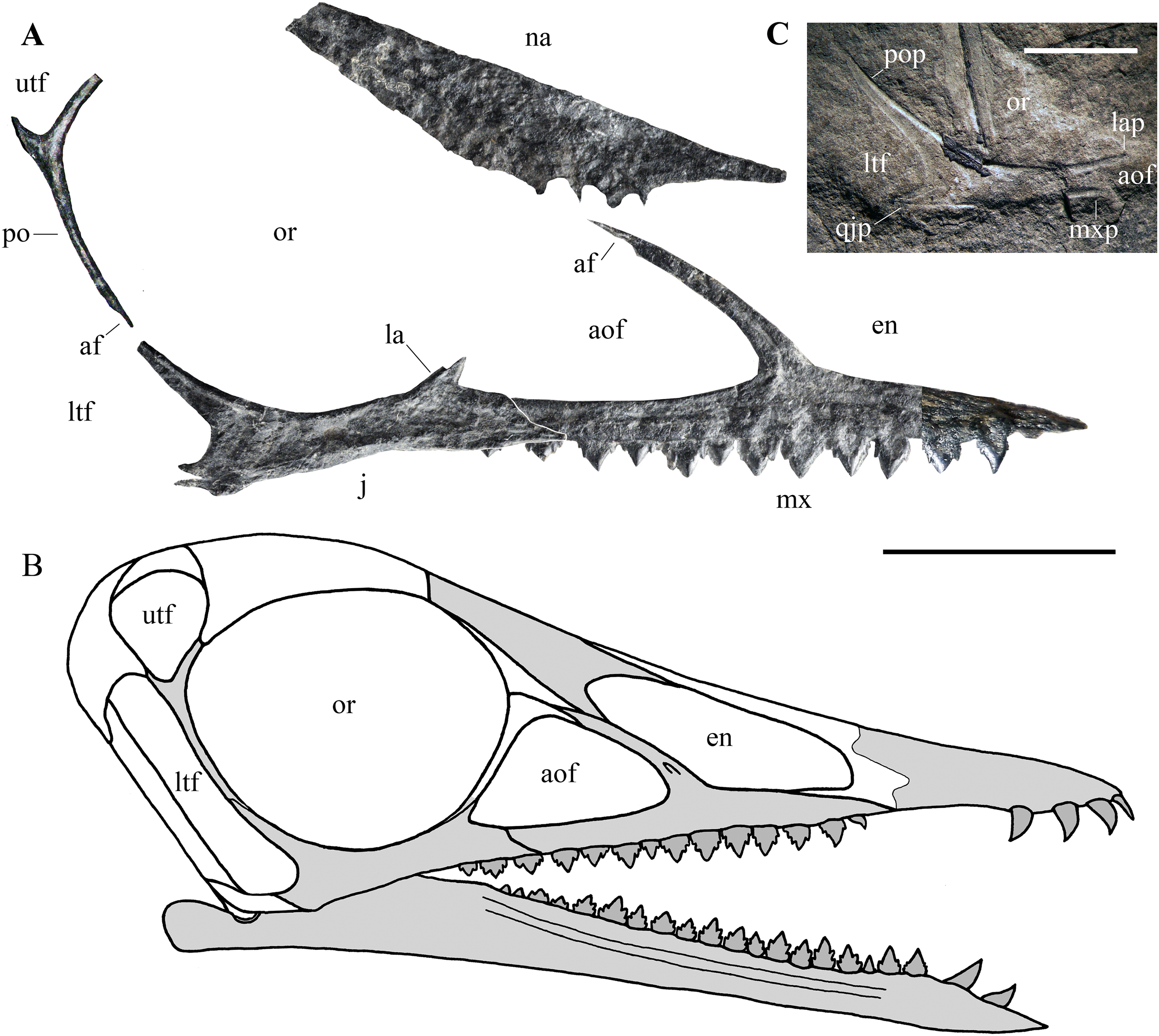
Reconstrucció del crani

## Filogènia
Seazzadactylus va ser situat en el grup Pterosauria el 2019, en una posició basal per fora de Monofenestrata. Una anàlisi cladística va mostrar que era part d'un clade encara sense nomenar que conté a Arcticodactylus, Austriadraco, Carniadactylus, Raeticodactylus i Caviramus. En l'arbre evolutiu Seazzadactylus estaria posicionat directament per sobre de Austriadraco i sota Carniadactylus. Eudimorphodon no va ser classificat com un parent proper, estant en canvi en una posició més derivada, sota Campylognathoides.